# Калязин (станция)
Каля́зин — железнодорожная станция Октябрьской железной дороги в одноимённом городе Тверской области. Находится на тупиковом ответвлении Калязин Пост — Углич от главного хода Москва — Сонково.
17 декабря 2012 года в 22 часа 15 минут в здании вокзала произошло возгорание, в результате пожара вокзал сгорел практически полностью.
В 2023 году началось строительство нового вокзала. Планировалось построить новое здание с необходимой инфраструктурой к концу 2023 года. Открытие вокзала состоялось 15 мая 2024 года.

## Движение
На станции останавливаются пригородные поезда на тепловозной тяге на Углич, Сонково и Савёлово, а также поезда дальнего следования Москва — Рыбинск. При этом пригородные поезда главного хода Савёлово — Сонково и ПДС Москва — Рыбинск осуществляют заезд в Калязин со стоянкой и сменой направления движения.
На станции одна боковая и одна островная низкие пассажирские платформы, соединённых между собой настилами. Станция относится к 9 тарифной зоне, не оборудована турникетами. Электрификация отсутствует.

## Галерея

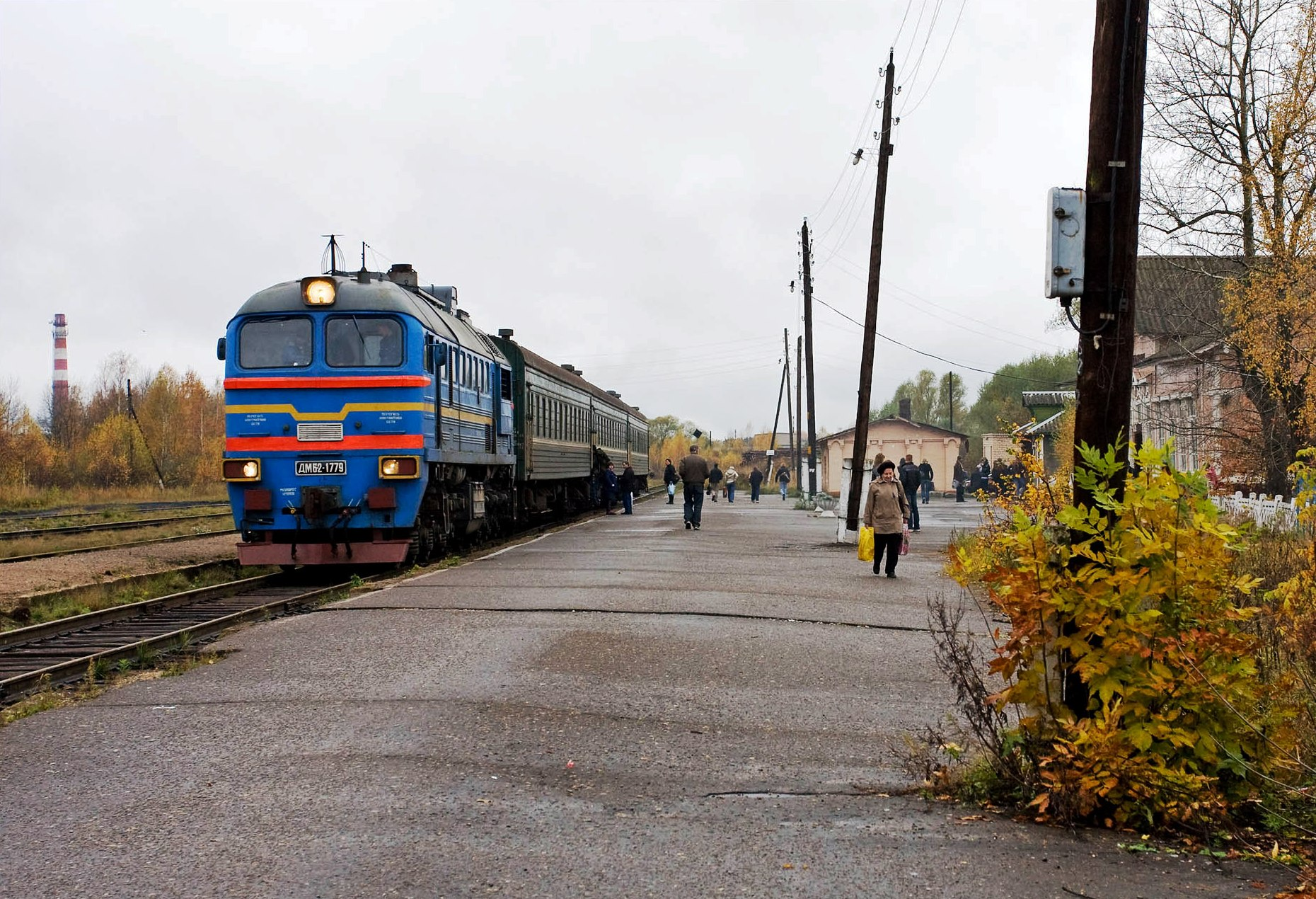
Пригородный поезд на Углич
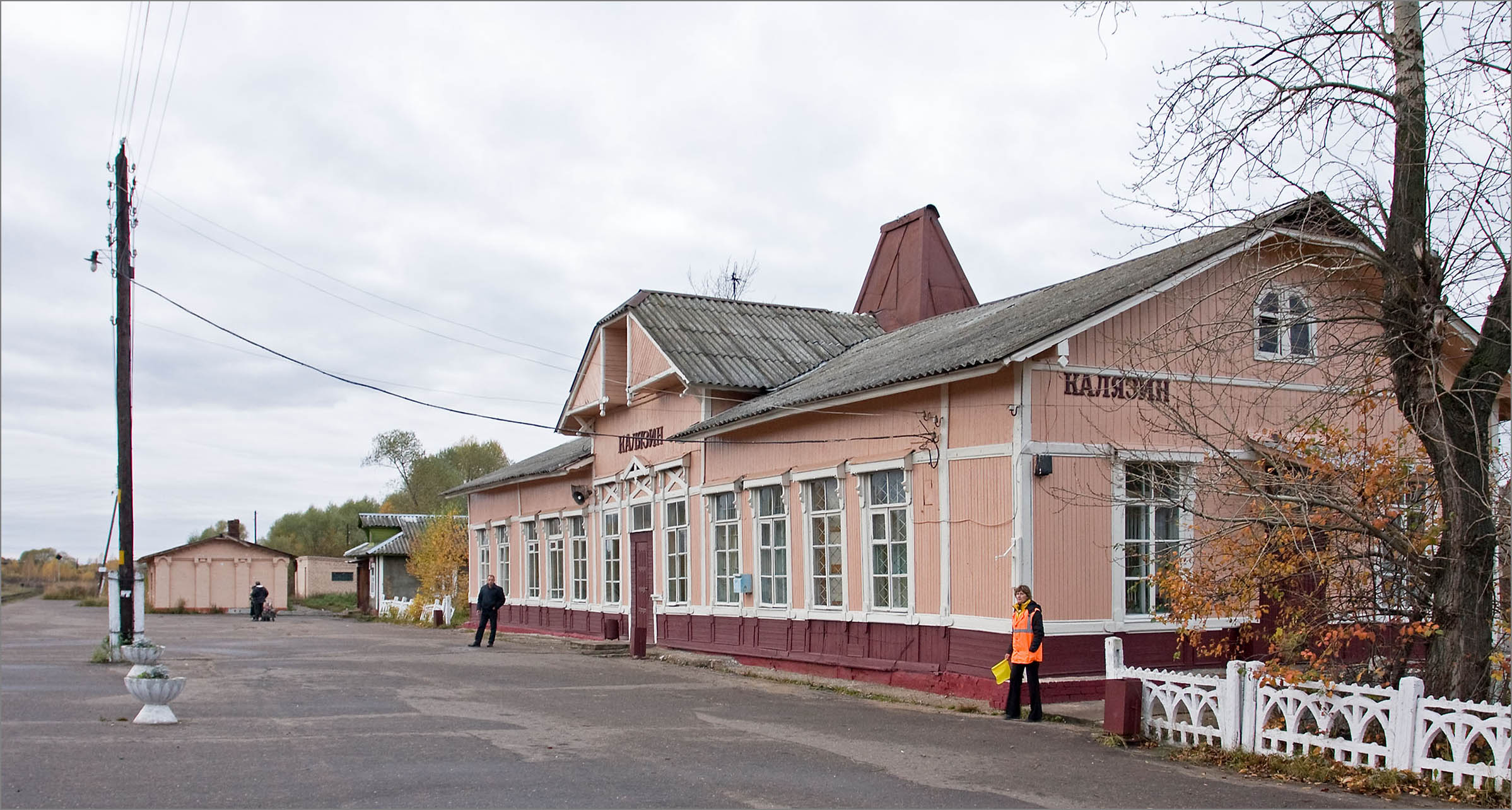
Железнодорожный вокзал (полностью сгорел в 2012 году)